# Mitsubishi Serie 4A9
La Serie 4A9 è una piccola famiglia che comprende tre motori a scoppio alimentati a benzina prodotto dal 2004 al 2017 dalla casa automobilistica giapponese Mitsubishi: i primi due motori prodotti in ordine di tempo, sono stati realizzati in collaborazione con la casa tedesca DaimlerChrysler, presso il quale tali motori erano noti con la sigla M135. Il terzo motore, prodotto solo a partire dal 2010, è stato di esclusiva produzione Mitsubishi.

## Caratteristiche e profilo

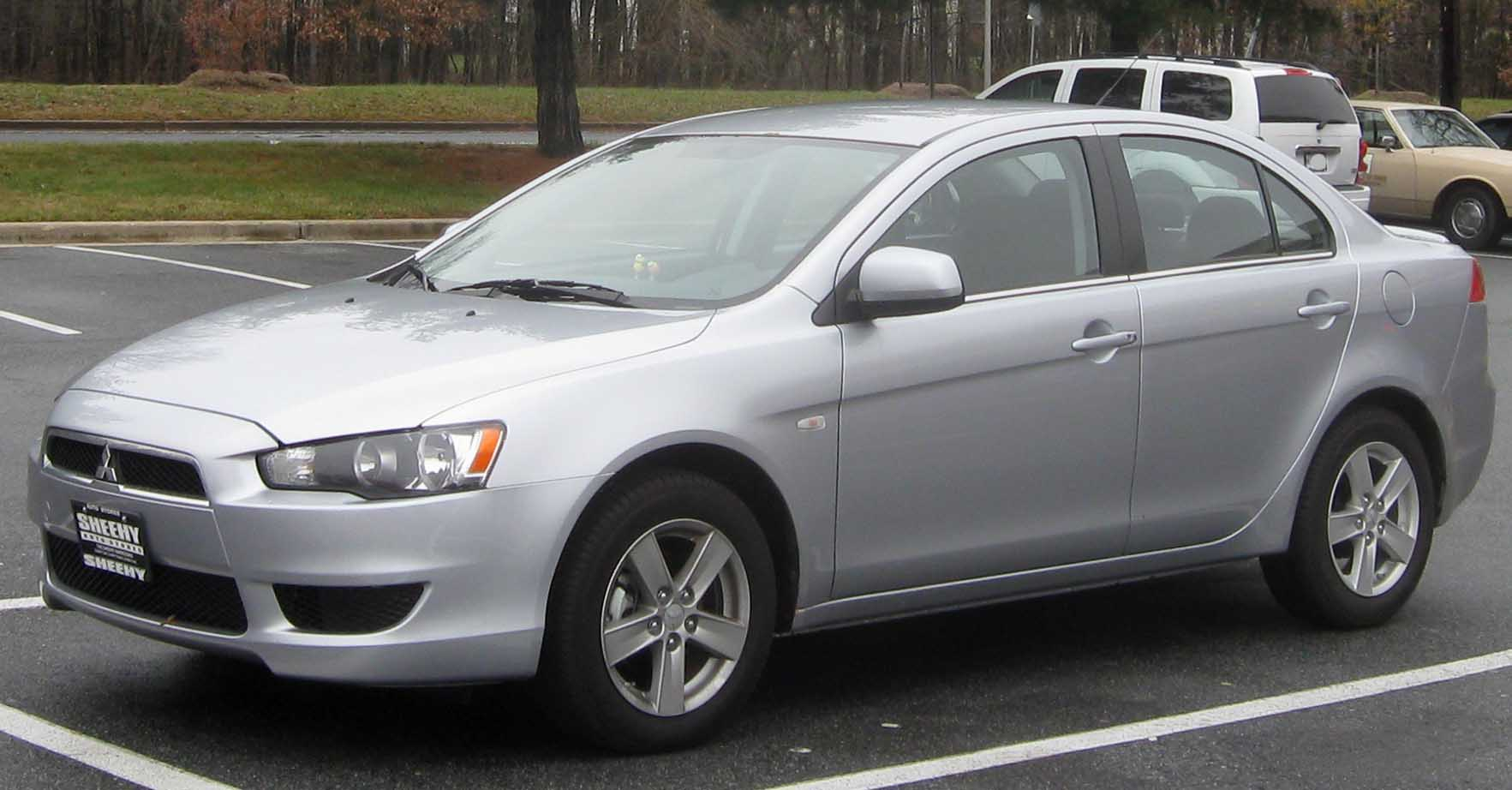
Le Mitsubishi Lancer di ottava generazione monta anche motori 4A9

Questa serie di motori è stata introdotta nel 2004 e progettata e realizzata con il gruppo DaimlerChrysler, che dal 2007, in seguito all'estromissione del marchio Chrysler, sarebbe divenuto Daimler AG. La famiglia di motori 4A9 era inizialmente composta da due motorizzazioni, una da 1.3 litri e l'altra da 1.5 litri, utilizzate sia dalla Mitsubishi stessa sia dalla Smart, marchio tedesco di proprietà di DaimlerChrysler prima e di Daimler AG dopo. Entrambe le versioni sono aspirate, quindi la versione da 1.5 litri non va confusa con il 1.5 sovralimentato utilizzato anch'esso da Smart e Mitsubishi, poiché quest'ultimo appartiene alla famiglia di motori Orion, sempre prodotti dalla Mitusbishi. Solo anni dopo, questa famiglia di motori si è ampliata con l'arrivo di un'unità da 1.6 litri, utilizzata dalla Mitsubishi e dai partner francesi del Gruppo PSA nella produzione di SUV e di veicoli elettrici.

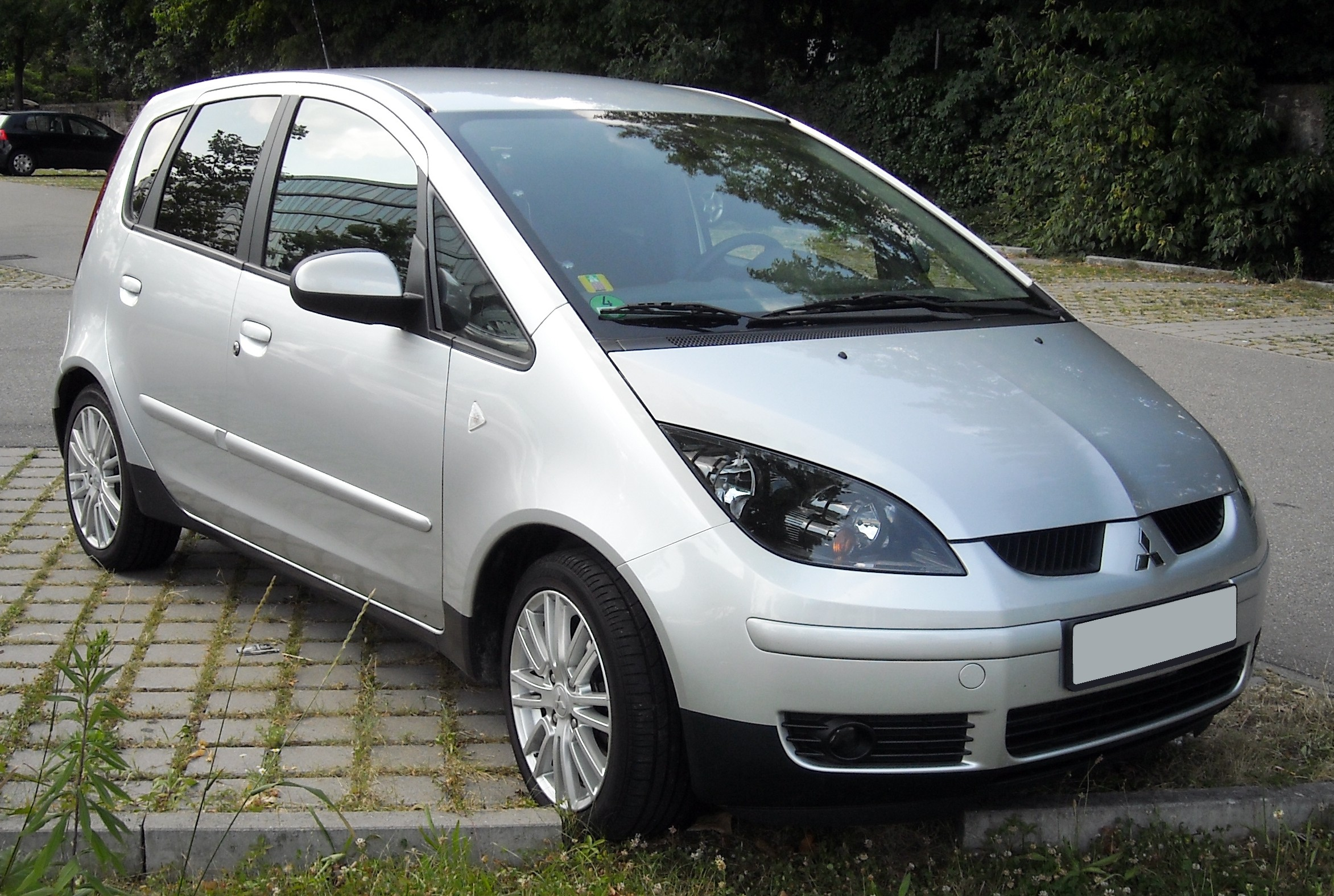
Mitsubishi Colt Z30 dotata del motore 4A9

I motori 4A9 hanno l'architettura a 4 cilindri in linea e sono realizzati interamente in lega di alluminio. Essi propongono alcune soluzioni tecniche, come la distribuzione bialbero in testa a quattro valvole per cilindro e soprattutto il sistema MIVEC di fasatura variabile continua sul lato aspirazione.
In fase di progettazione è stata data molta importanza al peso del propulsore, da cui l'esigenza di utilizzare la lega di alluminio. Inoltre, si è pensato di ridurre gli attriti delle parti in movimento radente, come cilindri e pistoni. L'alimentazione è stata raffinata grazie all'utilizzo di iniettori a piccoli fori e si è pensato anche a progettare le camere di scoppio affinché la combustione si attuasse in maniera più completa ed uniforme possibile. Le valvole sono disposte ad angolo di 34°.

## Applicazioni e versioni
Nella seguente tabella vengono riportate le caratteristiche tecniche di ognuno dei tre motori 4A9:
| Sigla | Alesaggio e corsa (mm) | Cilindrata cm³ | Rapporto di compressione | Potenza CV/rpm | Coppia /Nm/rpm | Applicazioni                | Anni di produzione |
| --- | ---------------------- | -------------- | ------------------------ | -------------- | -------------- | --------------------------- | ------------------ |
| 4A901 | 75x75.4                | 1332           | 10.5                     | 95/6000        | 125/4000       | Mitsubishi Colt 1.3         | 06/2004-11/2012    |
| 4A901 | 75x75.4                | 1332           | 10.5                     | 95/6000        | 125/4000       | Smart ForFour 1.3           | 2004-06            |
| 4A912 | 75x84.8                | 1499           | 10                       | 109/6000       | 145/4000       | Mitsubishi Colt 1.5         | 2004-10            |
| 4A912 | 75x84.8                | 1499           | 10                       | 109/6000       | 145/4000       | Mitsubishi Lancer Mk9 1.5   | 06/2008-05/2010    |
| 4A912 | 75x84.8                | 1499           | 10                       | 109/6000       | 145/4000       | Smart ForFour 1.5           | 2004-06            |
| 4A92 | 75x90                  | 1590           | 11                       | 117/6000       | 154/4000       | Mitsubishi ASX 1.63         | 2010-16            |
| 4A92 | 75x90                  | 1590           | 11                       | 117/6000       | 154/4000       | Citroën C4 Aircross 1.6 VTi | 04/2012-02/2017    |
| 4A92 | 75x90                  | 1590           | 11                       | 117/6000       | 154/4000       | Peugeot 4008 I 1.6 VTi      | 04/2012-02/2017    |
| Note: 1Sigla Daimler: 135.930 2Sigla Daimler: 135.950 3Commercializzata al di fuori dell'Europa con i nomi RVR e Outlander Sport |                        |                |                          |                |                |                             |                    |

Il 1.3 è anche disponibile in versione bi-fuel, del tipo benzina-GPL. Le prestazioni sono quasi identiche, in quanto la potenza massima è di 94 CV. Tale motore è stato montato sulla Mitsubishi Colt 1.3 Gpl.